# Vartkes Yeghiayan
Vartkes Yeghiayan (en arménien Վարդգես Եղյան, né le 6 avril 1936 à Addis-Abeba, Éthiopie et mort le 30 septembre 2017) est un avocat américain, de Los Angeles, spécialisé dans le droit des affaires sur le génocide arménien et plus particulièrement du Comité de défense de la cause arménienne.

## Biographie
Vartkes Yeghiayan est né à Addis-Abeba en Éthiopie au sein d'une famille arménienne aisée. Son père, Boghos Yeghiayan, originaire d'Isparta, est le seul de sa famille à survivre au génocide des Arméniens par les Turcs. Il est recueilli par des nomades dans le désert, et parvient à rejoindre l'orphelinat arménien à Alep en Syrie. Il rejoint ensuite Constantinople où il fait ses études secondaires au Robert's College. Il s'installe en Éthiopie et travaille comme comptable dans la société d'import-export Terzian. Il épouse la fille d'une famille locale, Aroussiag Terzian. Ils ont trois enfants : Tigran, Vartkes et Edi, qui étudient dans des écoles américaines à Chypre, puis émigrent aux États-Unis.
Vartkes Yeghiayan commence des études de médecine à Berkeley, puis se réoriente en histoire, et explore l'aventure de sa famille, puis celle des Arméniens, l'impact du génocide. Il ne prend toute la dimension de la tragédie que lors des funérailles de son père. À Berkeley, il fonde avec des amis l'Association des étudiants arméniens et organise la fondation de la chaire pour les études arméniennes. Il étudie à la faculté de droit de Hastings, puis à la faculté de droit Lincoln.
Après son diplôme, il rejoint l'organisation California Rural Legal Assistance et passe rapidement du statut d'avocat-junior à celui de directeur pour la Californie du Nord.
Grâce à son expérience et à son expertise dans les domaines juridique et politique, le président Nixon le nomme directeur-adjoint du Peace Corps, où il supervise l'action de 7 000 volontaires dans 68 pays. Il conserve le poste sous les administrations Ford et Carter.
Un jour, alors qu'il lit les mémoires d'Henry Morgenthau, ambassadeur américain auprès de la Sublime Porte de 1913 à 1916, un passage retient son attention ; Talaat, l'homme considéré comme le principal responsable du génocide, y demande à Morgenthau de lui livrer les noms des assurés arméniens de la New York Life Insurance Company : « Puisqu'ils sont morts, » dit Talaat, « les primes reviennent à l'État turc ». Indigné, Morgenthau refuse et sort.
En 2004, Vartkes Yeghiayan parvient à conclure avec New York Life Insurance Company une indemnisation de 20 millions de dollars pour les héritiers des Arméniens qui avaient souscrit une assurance-vie et qui ont disparu dans le génocide. En 2005, il obtient avec les avocats Mark Geragos et Brian Kabateck d'AXA (qui a racheté l'Union-Vie devenu UAP) 17,5 millions de dollars ; ils conduisent ensuite ensemble une procédure contre la Deutsche Bank.
Vartkes Yeghiayan parcourt le monde, et donne des conférences sur les ramifications légales de ces class actions.

## Œuvres
Il écrit son premier ouvrage, The Economic Commission and Associated States of Africa. Vartkes Yeghiayan est l'auteur des livres suivants (en anglais) :
- Bénévolat : le pouvoir réel émergent
- La Corne d'Afrique : challenges pour la politique étrangère américaine
- Procès des Jeunes Turcs à Constantinople
- Les dossiers du Foreign Office britannique sur les criminels de guerre turcs
- Ils refusèrent de mourir, une chronique du Génocide des Arméniens
- Vahan Cardashian, avocat extraordinaire de la cause arménienne
- Raphael Lemkin et le Génocide des Arméniens
- L'Affaire Soghomon Tehlirian
- L'Affaire Misak Torlakian